# 馬拉維刺鰍
馬拉維刺鰍為輻鰭魚綱合鰓目刺鰍亞目刺鰍科的其中一種，分布於非洲馬拉威湖流域，體長可達26公分，棲息在沿岸水淺岩石底質、沙底質水域，屬肉食性，可做為觀賞魚。